# Hanover (Nova Jérsei)
Hanover (em inglês, Hanover Township) é uma cidade no Condado de Morris, Nova Jérsei, Estados Unidos da América. Tal como o Censo 2010 dos Estados Unidos o município possui 13.712 de população. O município compreende as comunidades não-incorporadas Whippany e Cedar Knolls.
Localizada ao norte da cidade histórica de Morris e adjacente ao Aeroporto Municipal de Morristown regional, Hanover Township orgulha-se de muitas atracções público-soberbo, incluindo Museu Ferroviário de Whippany, o Frelinghuysen Arboretum, e a Biblioteca do Condado de Morris.
Hanover Township é bem conhecida na região por ter reduzido impostos sobre propriedade. Este é um resultado de muitos anos de gestão responsável e uma boa mistura de imposto ratáveis.